# Circleville (Ohio)
Circleville és una població dels Estats Units a l'estat d'Ohio. Segons el cens del 2000 tenia 13.485 habitants.

## Demografia
Segons el cens del 2000, Circleville tenia 13.485 habitants, 5.378 habitatges, i 3.581 famílies. La densitat de població era de 786,5 habitants per km².
Dels 5.378 habitatges en un 31,1% hi vivien nens de menys de 18 anys, en un 49,8% hi vivien parelles casades, en un 12,7% dones solteres, i en un 33,4% no eren unitats familiars. En el 29% dels habitatges hi vivien persones soles el 13,4% de les quals corresponia a persones de 65 anys o més que vivien soles. El nombre mitjà de persones vivint en cada habitatge era de 2,4 i el nombre mitjà de persones que vivien en cada família era de 2,93.
Per edats la població es repartia de la següent manera: un 26,7% tenia menys de 18 anys, un 8,6% entre 18 i 24, un 26,7% entre 25 i 44, un 22% de 45 a 60 i un 16,1% 65 anys o més.
L'edat mediana era de 36 anys. Per cada 100 dones de 18 o més anys hi havia 85,8 homes.
La renda mediana per habitatge era de 34.572 $ i la renda mediana per família de 41.943 $. Els homes tenien una renda mediana de 32.342 $ mentre que les dones 26.115 $. La renda per capita de la població era de 17.220 $. Aproximadament l'11,1% de les famílies i el 13,3% de la població estaven per davall del llindar de pobresa.

## Poblacions properes
El següent diagrama mostra les poblacions més properes.